# الدوري البرازيلي الدرجة الرابعة 2009
الدوري البرازيلي الدرجة الرابعة 2009 هو الموسم 1 من الدوري البرازيلي الدرجة الرابعة. أقيم خلال الفترة 5 يوليو 2009 وحتى 1 نوفمبر 2009، وأشرف على تنظيمه اتحاد البرازيل لكرة القدم، وكان عدد الأندية المشاركة فيه 39، وفاز فيه São Raimundo Esporte Clube (PA) ‏.